# 1498
Cette page concerne l'année 1498  du calendrier julien. Pour l'année 1498 av. J.-C., voir 1498 av. J.-C.
L'année 1498 est une année commune qui commence un lundi.

## Asie
- Corée : Première purge des sarim, intellectuels confucianistes qui tentaient de noyauter le pouvoir en Corée, sous la dynastie Chosŏn[1].
- Iran : début du règne de Alwand, sultan des Ak Koyunlu (fin en 1504)[2].

## Explorations européennes d'outremer et Amérique

### Explorations portugaises: Vasco de Gama
Chargé d'atteindre les Indes par l'océan Indien, Vasco de Gama double le cap de Bonne-Espérance à la fin de 1497.
- 25 janvier : Vasco de Gama fait escale près de l'actuelle ville de Quelimane, au Mozambique[3].
- 4 mars : Vasco de Gama atteint l'île de Mozambique[3].
- 7 avril : Vasco de Gama arrive à Mombasa, où se multiplient les incidents avec les cités-États swahilies[4].
- 15 avril : à Malindi (Kenya), après avoir pris des otages pour garantir sa sécurité, Vasco de Gama recrute le pilote Ibn Majid, afin d'aller jusqu'à Calicut[4].
- 16-20 mai : au bout de 23 jours, Vasco de Gama atteint l'Inde[4]. Trois caravelles jettent l’ancre à Kapatt, au nord de Calicut.

- sd : Le zamorin, souverain de Calicut, sur la côte de Malabar, lui permet d’établir des entrepôts. Vasco de Gama réclame pour son roi la souveraineté des mers indiennes, alors contrôlées par les Arabes, ce que le zamorin refuse.
- sd : Son rival de Cochin s’allie avec les Portugais.
- sd : Le sultan mamelouk d’Égypte répond à l’appel du zamorin et envoie une escadre, qui remporte une victoire navale.
- 29 août : l'escadre mamelouk quitte l'Inde.

### Explorations castillanes: Christophe Colomb et les Caraïbes

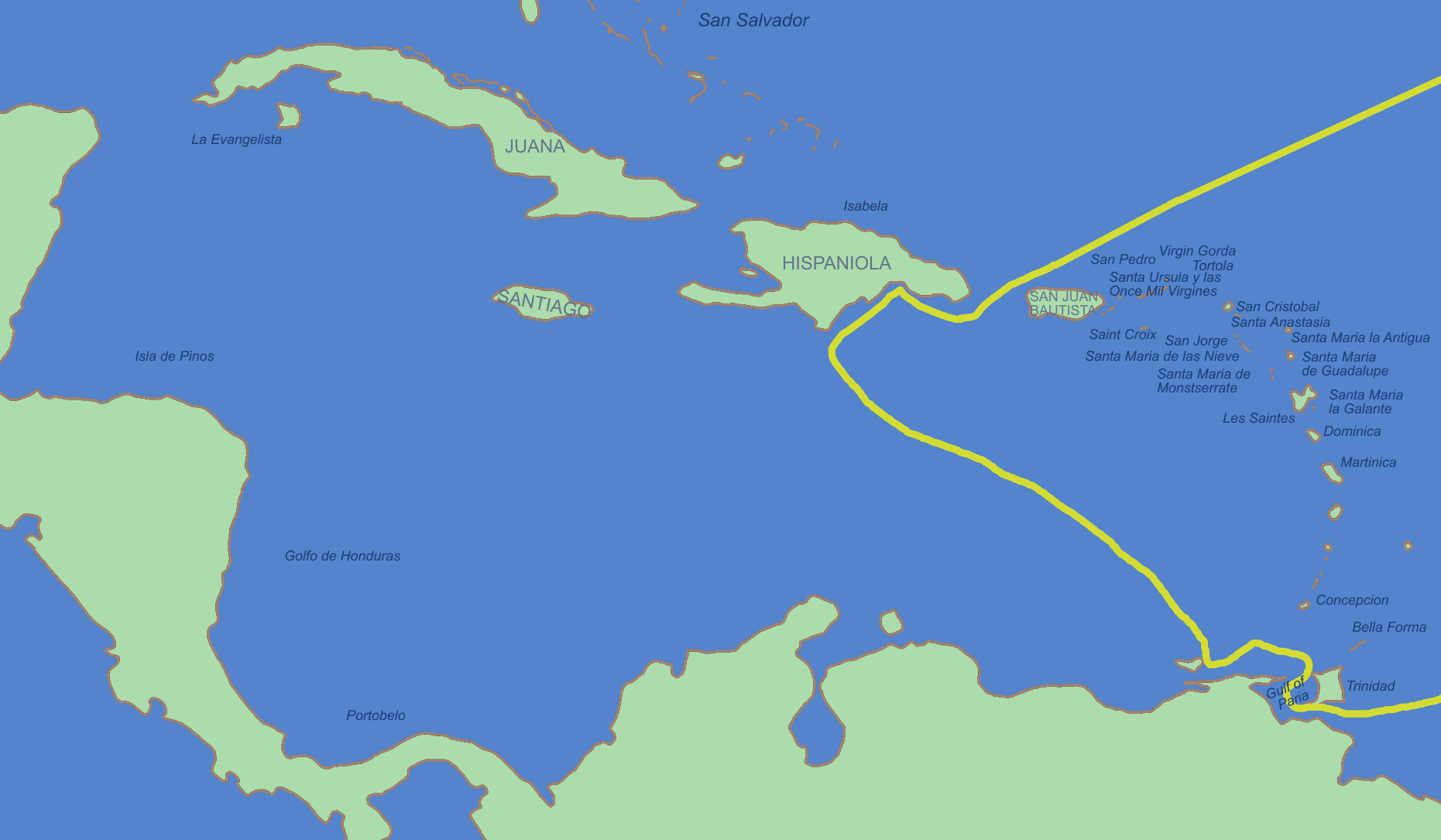
30 mai-30 août : troisième voyage de Christophe Colomb

- 30 mai : départ de Sanlúcar de Barrameda des six caravelles de la troisième expédition de Christophe Colomb. Aux îles Canaries, la flotte se divise : une partie gagne directement Hispaniola tandis que Colomb part plus au sud en faisant escale aux îles du Cap-Vert[5].
- 31 juillet : au terme de la traversée Colomb découvre les îles de Trinité, de Tobago et de Grenade[5].
- 5 août : Colomb atteint le delta de l’Orénoque et comprend qu’il s’agit non pas d'une île, mais d’un continent[5]. Il croit avoir découvert le paradis terrestre.
- 15 août : Colomb visite une île proche de la côte de l'actuel Venezuela, que les autochtones nomment Paraguachoa (« abondance de pêche ») et qu'il baptise Margarita[6].
- 30 août : Colomb arrive à Hispaniola qu’il trouve au bord de la guerre civile, déchirée entre les partisans de son frère Bartolomeo Colomb et ceux du juge Roldan et menacée par les Indiens révoltés contre le gouvernement de Bartolomeo. Colomb réussit à rétablir le calme. Il accepte que les Indiens soient répartis (repartimiento) entre les colons et obtient le ralliement du juge Roldan, maintenu dans sa charge[5].
- sd : Alonso de Ojeda débarque à Hispaniola, envoyé par les Rois Catholiques et l’évêque Fonseca, adversaire de Colomb, pour rétablir l’ordre, mais il ne parvient pas à prendre l'ascendant sur Colomb.
- sd : l’ancien lieutenant de Roldan, Adrien Mogica, tente de susciter un soulèvement, qui échoue : il est condamné à mort par Colomb.

### Explorations anglaises
- Mai : Jean Cabot quitte Bristol à la tête d'une seconde expédition dans le but d’atteindre le Japon en découvrant un passage du nord-ouest. L'escadre disparaît au cours du voyage[7].

## Europe

### France (règne de Charles VIII, puis de Louis XII)

#### Événements divers
- Mars : ordonnance de Blois améliorant la justice et codifiant les coutumes sous l’impulsion du cardinal d’Amboise, en France[8].
- 7 avril : Charles VIII meurt à onze heures du soir après avoir heurté dans la journée le linteau d'une porte ; avènement de son cousin Louis XII, duc d’Orléans, qui lui succède sans opposition[9]. Pour la première fois, on proclame (à la basilique Saint-Denis) : «  Mort est le roy Charles, vive le roy Louis »[10].
- 8 avril : début du règne de Louis XII[11].

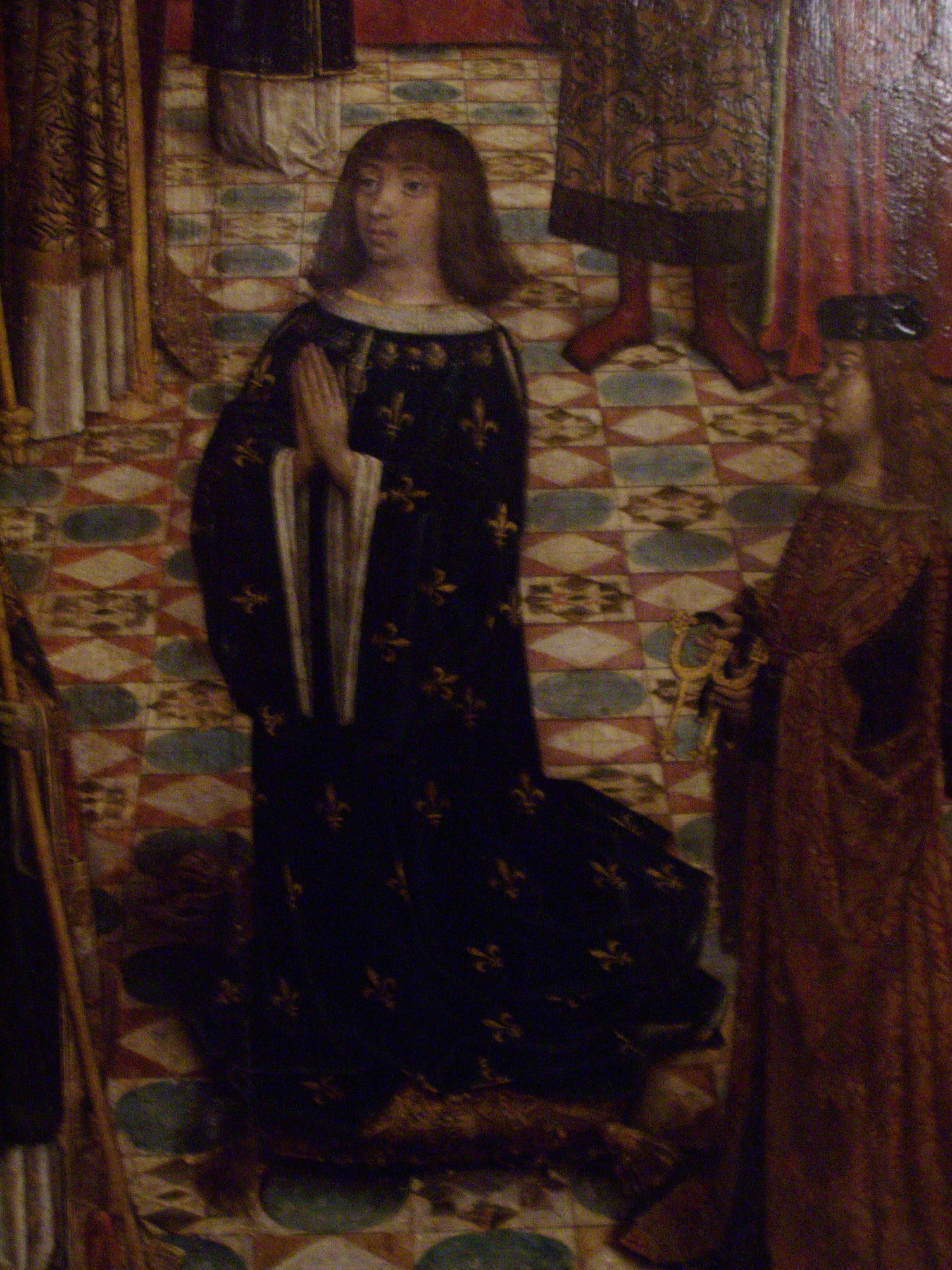
27 mai : sacre de Louis XII.

- 27 mai : sacre de Louis XII comme roi de France (fin du règne en 1515)[11]. Georges d'Amboise devient Premier ministre effectif (fin en 1510)[11]. Il dirige les affaires étrangères et les Cultes[pas clair], tandis que Pierre de Rohan, maréchal de Gié, se charge de l’Intérieur et de la Guerre jusqu’en 1503.
- Juin : les comtés de Provence et de Forcalquier sont rattachés au domaine royal français[12].
- 13 juillet : Louis XII organise définitivement le Grand Conseil[13], tribunal d’appel, d’évocation ou de cassation[14], établi à l’échelle nationale[pas clair][15].

- 25 août : le comté de Comminges est réuni au domaine royal[16].

#### Louis XII, Anne de Bretagne et Jeanne de France
- 9 avril : redevenue duchesse de Bretagne à part entière du fait de la mort de Charles VIII, Anne de Bretagne rétablit la chancellerie et le conseil de Bretagne. Philippe de Montauban est nommé chancelier[17].

Très vite, Louis XII envisage d'épouser Anne de Bretagne afin de reprendre le contrôle du duché, mais il est marié avec Jeanne de France, fille de Louis XI, et doit obtenir l'annulation de ce mariage.
- 29 juillet : bref du pape Alexandre VI énonçant les divers motifs de nullité du mariage entre Louis XII et Jeanne de France[11].
- 10 août : début du procès pour la dissolution du mariage[11].
- 17 décembre : annulation du mariage de Louis XII et de Jeanne de France[11] (elle se retire à Bourges, y fonde l’ordre de l'Annonciation de la Vierge Marie en 1501 et y meurt en 1505).

#### Louis XII et le duché de Milan
Dès son avènement, le roi de France revendique le Milanais (sa grand-mère étant Valentine Visconti), dirigé par Ludovic Sforza. Louis XII conclut plusieurs accords afin d'isoler diplomatiquement le duc de Milan.
- 2 août : traité de Paris entre Louis XII et Philippe le Beau, souverain des Pays-Bas bourguignons. Le roi de France s'engage à lui rendre les villes de Hesdin, Aire et Béthune, à condition que l'empereur Maximilien, père de Philippe, retire ses troupes des frontières du royaume et que l'archiduc fasse hommage au roi pour le comté de Flandre, le comté d'Artois et le Charolais[19].
- 5 août : traité d'amitié et de confédération[pas clair] de Marcoussis entre Louis XII et les Rois Catholiques de Castille et d'Aragon, qui assure à la France leur neutralité en Italie[19].
- 17 août : César Borgia, fils du pape Alexandre VI, est fait duc de Valentinois[20] par Louis XII.
- 28 août : ratification du traité d'Étaples entre la France et l'Angleterre[19].

### Castille et Aragon, Navarre
- 28 mars : expulsion de Juifs du royaume de Navarre[21] sous la pression castillane[22]. Le roi d’Aragon aidé du pape Alexandre VI Borgia menace d’excommunication et d’interdit les souverains et le royaume de Navarre, où beaucoup de Juifs aragonais se sont réfugiés. Craignant l’invasion de la Navarre par les Rois Catholiques, le roi expulse ou force à la conversion les Juifs de Navarre. Le Conseil supérieur et les organes élus disparaissent. Le pouvoir central prend sous son autorité directe les 2 000 cavaliers de la Santa Hermandad.

### Péninsule italienne

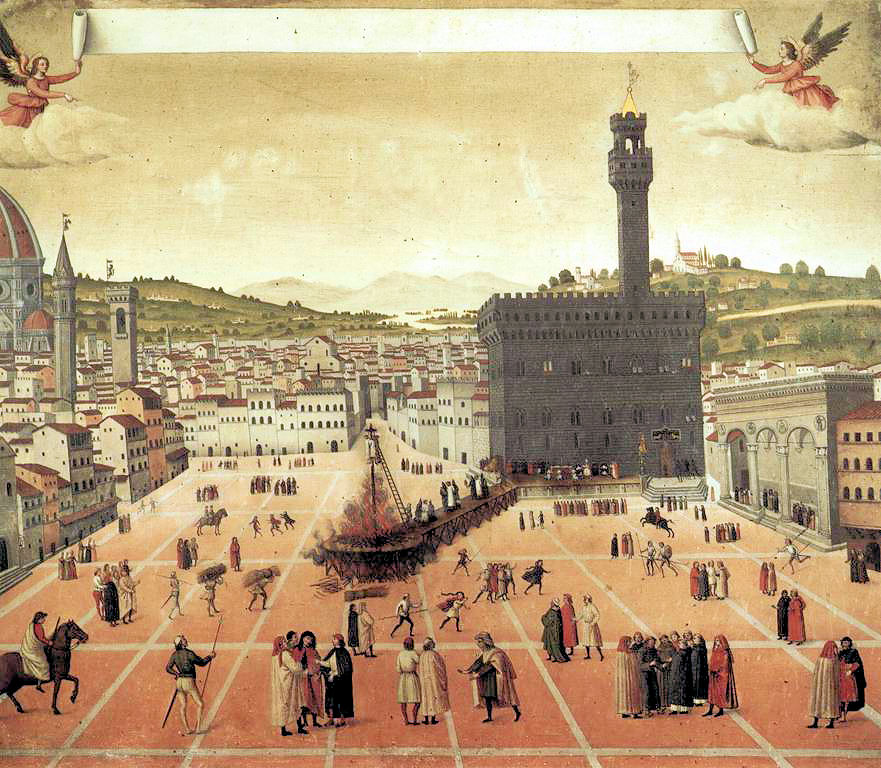
23 mai : exécution de Savonarole

- 7 avril :  À Florence, les arrabbiati attaquent le couvent San Marco. Savonarole est arrêté, jugé et condamné à mort, puis exécuté comme hérétique avec deux de ses partisans (23 mai)[23]. Les républicains, menés par Pierre Soderini s’efforcent de faire fonctionner les institutions réformées par Savonarole.
- 28 mai : Nicolas Machiavel devient secrétaire de la chancellerie de la république de Florence[24].

### Angleterre (règne d'Henri VII)
- 26 novembre : accord de commerce entre l'Angleterre et la ville hanséatique de Riga, qui accepte l'interprétation anglaise du traité d'Utrecht[25].

### Saint-Empire
- 30 avril : à Medemblik, les Frisons se soumettent à Albert de Saxe, nommé gouverneur perpétuel de Frise par Maximilien Ier en 1497[19].
- 10 juin : Ulrich VI de Wurtemberg (1487-1550) devient duc de Wurtemberg (1498-1519 et 1534-1550)[26].

### Pologne et Lituanie
- Avril - mai[27] : attaque des Turcs Ottomans dans la région de Lwów,
- Novembre : raid des Tatars de Crimée, alliés des Ottomans, qui menacent Cracovie (1498-1499)[28].

## Naissances en 1498
- 15 novembre : Éléonore de Habsbourg, reine de Portugal et reine de France († 18 février 1558).
- Date précise inconnue :
  - Aartgens, peintre et graveur hollandais († 1564).
  - Diego de Arroyo, peintre portraitiste, enlumineur et peintre héraldiste espagnol († 1551).
  - Hieronymus Bock dit Tragus, botaniste allemand († 1554).
  - Lancelot Blondeel, peintre flamand († 1561).
  - Alessandro Bonvicino,  peintre de l'école vénitienne de la période de la Renaissance († 22 décembre 1554).
  - Giulio Clovio, enlumineur et peintre italien († 3 janvier 1578).
  - Tamás Nádasdy, homme politique hongrois († 2 juin 1562).
  - Maarten van Heemskerck, peintre néerlandais († 1er octobre 1574).
  - Christoph Weiditz, peintre, médailleur, sculpteur et orfèvre allemand († 1569).

## Décès en 1498
- 4 février : Antonio Pollaiuolo, peintre, sculpteur, orfèvre et graveur italien (né v. 1432).
- 7 avril : Charles VIII, roi de France.
- 23 mai : Jérôme Savonarole (Girolamo Savonarola), prédicateur italien, brûlé vif à Florence Italie.
- 24 septembre : Cristoforo Landino, humaniste et poète florentin (né en 1424), auteur des Disputations camalduléennes.

- Jean Cabot, explorateur italien au service de l'Angleterre (la date exacte est inconnue)
- Johannes Widmann (né en 1462), mathématicien allemand.